# Christian von Koss
Christian von Koss (31. december 1698 på Solberg i Skedsmo – 1. november 1758 ved Byglandsfjorden) var en dansk-norsk officer, bror til Friederich von Koss.
En af de officerer, som under Carl XII's belejring af Akershus 1716 udmærkede sig mest, var Johan Christoph von Koss (født 1668), en meklenborgsk adelsmand, der som ung var kommet til Norge, siden i en række år havde tjent i Frankrig (Royal Danois) og der ægtet Marie Josepha de Butcher (død 1724), datter af en parlamentsråd i Lille. Efter hjemkomsten var han bleven kaptajn ved Akershusiske Infanteriregiment og havde under nævnte belejring taget fremtrædende del i flere kække udfald, indtil han 10. april 1716 blev på pladsen som offer for sin forvovne tapperhed. Hans lig blev revet ud af fjendens hænder af hans søn og stadige følgesvend Christian von Koss. Denne bedrift vakte megen opmærksomhed og gav endog anledning til et digt af Frederik Rostgaard.
Christian von Koss blev samme år sekondløjtnant ved 1. Vesterlenske Regiment og 1718 premierløjtnant efter at have deltaget i angrebene på Göteborg og Strømstad. Her var han kommet i svensk fangenskab; men efter flere genvordigheder undveg han og tog på ny del i krigen. Efter freden gik imidlertid hans krigsbedrifter i forglemmelse. Vel fik han 1731 kaptajns karakter, men 15 gange måtte han finde sig i at blive forbigået, inden han fik kompagni, fordi andre, mere bemidlede officerer "sluttede akkord" om et sådant. Omsider 1746 så kongen det uretfærdige heri og lod Koss springe over majorsgraden til oberstløjtnant. 1758 fik han obersts karakter (med anciennitet fra 1750), men druknede 1. november samme år på en tjenesterejse over Byglandsfjorden i Christiansand Stift. Koss, der ikke var gift, havde flere gange gjort længere rejser i udlandet og der muligen fået interesse for bjergværksdrift, som han gav sig en del af med; han var medejer af Omdals og Hyllestads kobberværker.